# Luke Kleintank

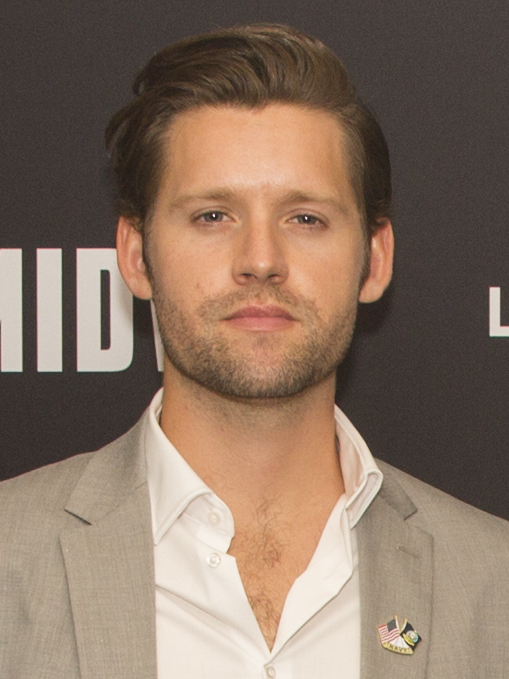
Luke Kleintank, 2019

Luke Kleintank (* 18. Mai 1990 in Cincinnati, Ohio) ist ein US-amerikanischer Schauspieler.

## Leben
Luke Kleintank wurde in Cincinnati geboren und zog im Alter von 2 Jahren mit seiner Familie nach Guadalajara in Mexiko. Den Großteil seiner Kindheit verbrachte er in Stevensville im US-Bundesstaat Maryland. Während seiner High-School-Zeit stand er am Community-Theater auf der Bühne.
Später zog er nach New York City, um im Schauspielgeschäft Fuß zu fassen. Seine erste Rolle hatte er 2009, im Alter von 19 Jahren, in einer Folge der Serie Law & Order: Special Victims Unit.
In den nächsten 4 Jahren absolvierte er Gastauftritte in Serien wie Mercy, CSI: Miami oder Good Wife. Er hatte wiederkehrende Rollen in Gossip Girl, Schatten der Leidenschaft, Pretty Little Liars und Bones. Von 2015 bis 2018 gehörte er zur Besetzung der Dystopie-Serie The Man in the High Castle.
Zu seinen Auftritten in Filmen gehören Haunted und Max. 2019 trat er in Der Distelfink und Midway – Für die Freiheit auf.
In seiner Freizeit ist Kleintank ein begeisterter Rafter, Sänger und Tänzer. Zudem betreibt er Geocaching.

## Filmografie (Auswahl)
- 2009: Law & Order: Special Victims Unit (Fernsehserie, Episode 10x13)
- 2009: Mercy (Fernsehserie, Episode 1x08)
- 2010: Parenthood (Fernsehserie, 2 Episoden)
- 2010–2011: Schatten der Leidenschaft (The Young and the Restless, Fernsehserie, 17 Episoden)
- 2010–2011: Gossip Girl (Fernsehserie, 6 Episoden)
- 2011: Greek (Fernsehserie, Episode 4x09)
- 2011: My Superhero Family (Fernsehserie, 8 Episoden)
- 2011: CSI: Miami (Fernsehserie, Episode: 10x10)
- 2011–2014: Bones – Die Knochenjägerin (Bones, Fernsehserie, 8 Episoden)
- 2012: Good Wife (The Good Wife, Fernsehserie, Episode 4x08)
- 2013: CSI: Vegas (CSI – Crime Scene Investigation, Fernsehserie, 2 Episoden)
- 2013–2014: Pretty Little Liars (Fernsehserie, 9 Episoden)
- 2013–2014: Person of Interest (Fernsehserie, 3 Episoden)
- 2014: Haunted
- 2014: Phantom Halo
- 2015: Max
- 2015–2018: The Man in the High Castle (Fernsehserie, 26 Episoden)
- 2019: Crown Vic
- 2019: Der Distelfink (The Goldfinch)
- 2019: Midway – Für die Freiheit (Midway)
- 2019: Im Netz der Gewalt
- 2021: The Good Neighbor
- 2021–2024: FBI: International (Fernsehserie)
- 2023: FBI (Fernsehserie, 1 Folge)
- 2023: FBI: Most Wanted (Fernsehserie, 1 Folge)